# Antwerp Diamonds
De Antwerp Diamonds was een Belgisch American footballteam met thuisbasis Antwerpen. Het team werd in 1989 opgericht. Zij behorden tot de Flemish American Football League (FAFL) conferentie in de Belgian Football League (BFL). 2016 fusioneerden de Diamonds met de Puurs Titans en richtten de Antwerp Argonauts op.
Belgian Bowl

Gerelateerde onderwerpen: European Federation of American Football (EFAF) · American Football Bond Nederland · Tulip Bowl